# Boris Vladimirtsov
Boris Iakovlevitch Vladimirtsov (en russe : Борис Яковлевич Владимирцов, ISO 9 : Boris Âkovlevič Vladimircov), né le 8 juillet 1884 (20 juillet dans le calendrier grégorien) à Kalouga et décédé le 17 août 1931 à Siverski, est un mongoliste, orientaliste, ethnologue et linguiste russe.

## Biographie
En 1909, il est diplômé de la Faculté des langues orientales de l'Université de Saint-Pétersbourg, dans la section sino-mandchoue. En été 1911, il effectue une expédition dans la région d'Altaï, afin d'étudier les langues de groupes ethnographiques locaux. En 1912, envoyé à Paris, il poursuit sa formation auprès d'Antoine Meillet et de Joseph Bédier, et assiste aux conférences de Paul Pelliot.
Il est le co-créateur de la translittération VPMC du mongol en caractères latins.
Il est également l'auteur d'un livre important sur la vie de Gengis Khan et des Mongols au XIIe siècle,
Professeur à l'Université d'État de Saint-Pétersbourg, il a été entre autres directeur de thèse de Nicolas Poppe. Il rassemble la collection de documents de langue oïrate pour l'Institut des manuscrits orientaux.
Mort à Siverski dans l'oblast de Léningrad, Boris Vladimirtsov est enterré au cimetière luthérien de Saint-Pétersbourg.